# Sky Sports
Sky Sports est un groupe de chaînes de télévision dirigé par Sky et diffusé sur le bouquet Sky TV. Premier réseau sportif au Royaume-Uni, il est surtout connu pour l'importante part accordée au football.
La première chaîne a été lancée en mars 1990 sous le nom The Sport Channel.

## Programmation
Sky Sports a des droits exclusifs sur les sports du Royaume-Uni et d'Irlande, ou des droits simples sur des événements anglais dont :
- Championnat d'Angleterre de football. Le Premiership est diffusé sur Sky depuis 1992. Depuis 2002, Sky a profité de la chute d'ITV Digital pour récupérer le contrat de diffusion des championnats de D2, D3, D4 et Conference ;
- Ligue des champions de l'UEFA. Diffusé sur Sky depuis 2003 ;
- rugby à XIII. Sky diffuse la Super League et le Four Nations ;
- rugby à XV. Le Premiership est diffusé sur Sky depuis septembre 1994 ;
- WWE (Catch) ;
- cricket ;
- boxe anglaise ;
- sports mécaniques ;
- tennis.

De plus, Sky propose des magazines dont le plus célèbre est Soccer AM. Diffusé le samedi matin, il propose un regard décalé et humoristique sur l'actualité du football. Soccer AM fut lancé en 1994. 
Sky diffuse tous les Grands Prix de Formule 1 au Royaume-Uni depuis 2012, la F1 est le deuxième sport le plus regardé sur les chaînes du groupe après le football avec une audience moyenne d'1,7 million de téléspectateurs.